# David Meca

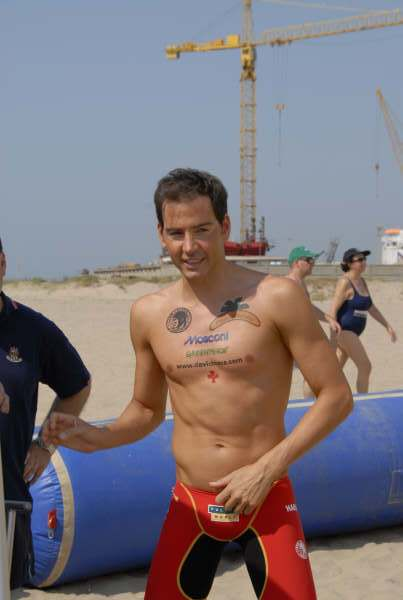
David Meca, 2006

David Meca Medina (* 1. Februar 1974 in Sabadell) ist ein spanischer Langstreckenschwimmer und Extremsportler.

## Stationen seiner Karriere (Auszug)
- 9. August 1999: Die FINA sperrte David Meca wegen Nandrolon-Missbrauchs. David Meca beteuerte seine Unschuld. In unabhängigen Tests sei kein Nandrolon nachgewiesen worden und er vermute, dass Nandrolon auf natürliche Weise durch zu viel Stress in seinem Körper gebildet worden sei. Nach einer Klage vor dem Internationalen Sportgerichtshof wurde die Sperre auf ein Jahr reduziert.[1]

- 20. September 1999: David Meca schwamm von Alcatraz nach San Francisco. Aus Protest gegen Dopingvorwürfe schwamm er die Strecke von 2,5 km in Fußschellen und benötigte dafür 36 Minuten.

- 16. Dezember 1999: Er durchquerte schwimmend die Meerenge von Gibraltar und brach den bis dahin aktuellen Rekord. Die zurückgelegte Strecke zwischen Cadiz und Punto Clares ist 16 km lang. Dafür benötigte er 2:27 Stunden und war damit deutlich schneller als der alte Rekord, der bei 3:10 Stunden lag.

- 21. Februar 2001: Beim dritten und längsten Rennen im FINA-Marathon-Weltcup von Paraná nach Hernandarias legte er eine Strecke von 88 km zurück und gewann zum dritten Mal, in einer Zeit von 9:09:12,0 Stunden.

- 1. September 2001: Meca bewältigte die Strecke von La Gomera und Teneriffa über 44,5 km als erster Schwimmer. Dafür benötigte er knapp acht Stunden.

- Juli 2003: Bei den Schwimmweltmeisterschaften 2003 gewann er auf 10 km die Bronzemedaille mit der Zeit von 1:51:08,4 Stunden.

- 23. Juli 2005: Bei den Schwimmweltmeisterschaften 2005 gewann er Gold über 25 km in der Zeit von 5:00:21,4 Stunden.

- 4./5. Januar 2006: David Meca schwamm als erster Mensch vom spanischen Festland von Jávea bei Alicante zu den Balearischen Inseln nach Sant Antoni de Portmany auf Ibiza. Für die Strecke bis zum Felseneiland Ses Bledes benötigte er 22,5 Stunden, für die Gesamtstrecke von 110 km nach Sant Antoni de Portmany benötigte er insgesamt 25,5 Stunden.

- 5. Januar 2008: David Meca durchschwimmt die Straße von Gibraltar drei Mal ohne Pause in 12:25 Stunden.

## Meca-Medina-Entscheidung
Im Jahr 2006 hatte David Meca vom Europäischen Gerichtshof (EuGH) prüfen lassen, ob die vom IOC erlassenen und von der FINA durchgeführten Anti-Doping-Vorschriften sowie bestimmte Dopingkontrollpraktiken mit den EU-Regelungen über den Wettbewerb und die Dienstleistungsfreiheit vereinbar sind. Meca verlor zwar den Prozess, das Urteil des EuGH ging jedoch als Meca-Medina-Entscheidung in die Rechtsgeschichte ein.